# Dexter: Uskrsnuće
Dexter: Uskrsnuće (eng. Dexter: Resurrection) je američka televizijska serija iz 2025. koju je napisao Clyde Phillips, ujedno je i nastavak originalne serije Dexter (2006. – 2013.) i  izravni nastavak serije Dexter: Nova krv (2021. – 2022.).
Serija se prikazuje od 11. srpnja 2025., s prve dvije epizode na kanalu Showtime i platformi Paramount+. U Hrvatskoj će biti prikazana od 12. rujna 2025. na platformi SkyShowtime.

## Radnja
Nekoliko tjedana nakon Nove krvi, Dexter Morgan odlazi u New York u potrazi za nestalim Harrisonom, dok je kapetan Angel Batista na njihovom tragu iz Miamija.

## Glumačka postava

### Glavni
- Michael C. Hall kao Dexter Morgan
- Peter Dinklage as Leon Prater
- David Zayas kao Angel Batista
- James Remar kao Harry Morgan
- Jack Alcott kao Harrison Morgan
- Uma Thurman as Charley
- Ntare Mwine as Blessing Kamara
- Kadia Saraf as Detective Claudette Wallace
- Dominic Fumusa as Detective Melvin Oliva
- Emilia Suárez as Elsa Rivera

### Sporedni
- Krysten Ritter kao Mia Lapierre
- Steve Schirripa kao Vinny
- David Magidoff kao Teddy Reed

### Gosti
- Neil Patrick Harris kao Lowell
- Eric Stonestreet kao Al
- John Lithgow kao Arthur Mitchell / Trinity Killer
- David Dastmalchian kao Gareth
- Jimmy Smits kao Miguel Prado
- Marc Menchaca kao Red
- Reese Antoinette kao Joy

## Pregled serije
Serija se premijerno prikazuje od 11. srpnja 2025., dok u Hrvatskoj će biti prikazana od 12. rujna 2025. na platformi SkyShowtime.
| Br. u seriji | Hrvatski naslov Englski naslov         | Redatelj       | Scenarist                                                                           | Prvo prikazivanje  | Prikazivanje u Hrvatskoj |
| ------------ | -------------------------------------- | -------------- | ----------------------------------------------------------------------------------- | ------------------ | ------------------------ |
| 1.           | "A Beating Heart..." "N/E"             | Marcos Siega   | Clyde Phillips i Scott Reynolds                                                     | 11. srpnja 2025.   | 12. rujna 2025.          |
| 2.           | "Camera Shy" "N/E"                     | Marcos Siega   | Scott Buck                                                                          | 11. srpnja 2025.   | N/E                      |
| 3.           | "Backseat Driver" "N/E"                | Monica Raymund | Nick Zayas                                                                          | 18. srpnja 2025.   | N/E                      |
| 4.           | "Call Me Red" "N/E"                    | Monica Raymund | Alexandra Franklin i Marc Muszynski                                                 | 25. srpnja 2025.   | N/E                      |
| 5.           | "Murder Horny" "N/E"                   | Marcos Siega   | Katrina Mathewson & Tanner Bean                                                     | 1. kolovoza 2025.  | N/E                      |
| 6.           | "Cats and Mouse" "N/E"                 | Marcos Siega   | Kirsa Rein                                                                          | 8. kolovoza 2025.  | N/E                      |
| 7.           | "Course Correction" "N/E"              | Monica Raymund | Scenarij: Hilly Hicks Jr. Priča: Hilly Hicks Jr. i Edith D. Rodríguez               | 15. kolovoza 2025. | N/E                      |
| 8.           | "The Kill Room Where It Happens" "N/E" | Monica Raymund | Scenarij: Tony Saltzman Priča: Tony Saltzman & Dane Anderson                        | 22. kolovoza 2025. | N/E                      |
| 9.           | "Touched by an Ángel" "N/E"            | Marcos Siega   | Scenarij: Scott Reynolds Priča: Matt Venne                                          | 29. kolovoza 2025. | N/E                      |
| 10.          | "And Justice For All..." "N/E"         | Marcos Siega   | Scenarij: Clyde Phillips Priča: Clyde Phillips, Alexandra Franklin i Marc Muszynski | 5. rujna 2025.     | N/E                      |

## Vanjske poveznice
- Dexter: Resurrection u internetskoj bazi filmova IMDb-a